# Кравченко, Мария Евгеньевна
Мари́я Евге́ньевна Кра́вченко (род. 26 февраля 1982, Грозный) — российский режиссёр неигрового и документального кино, сценаристка, оператор, монтажёр и журналистка.

## Биография
Мария Евгеньевна Кравченко родилась в городе Грозном. Окончила Саратовское художественное училище имени А. П. Боголюбова (скульптурное отделение, 1999), Саратовский государственный университет имени Н. Г. Чернышевского (социологический факультет, 2004) и ВГИК (режиссёрское отделение, мастерская Сергея Мирошниченко, 2008). Ещё в студенческие годы начала работать в качестве режиссёра и сценариста на Нижне-Волжской студии кинохроники и сотрудничать с телеканалом ТНТ.
Одной из наиболее заметных работ Марии Кравченко стал документальный фильм «Части тела», снятый в 2009 году. Анализируя эту картину, кинокритик Кристина Матвиенко («Искусство кино») упомянула про «зону правды», которая приходится на простое признание: от войны все устали.
Дебютом Марии Кравченко в игровом кино стал фильм «Завтрак у папы», вышедший в 2016 году.

## Награды
- Кинофестиваль «Сталкер» (2003) — приз за фильм «Красный смех».
- Премия «Лавр» (2006) — приз «Лучший документальный дебют в кино и на телевидении» (за фильм «Собиратели теней»).[5]
- XVI Международный фестиваль документальных, анимационных и короткометражных фильмов «Послание к человеку» (2006) — специальный приз Международного Красного креста за фильм «Собиратели теней».[6]
- XVII Открытый фестиваль документального кино «Россия» (2006) — приз «Лучший дебют» за фильм «Собиратели теней».[7]
- Кинофестиваль «Сталкер» (2009) — специальный приз жюри за фильм «Части тела».[8]
- Фестиваль документального кино «Артдокфест» (2009) — приз «Лучший полнометражный фильм»[9] за фильм «Части тела».
- Пятнадцатая Национальная премия в области неигрового кино «Лавровая ветвь» (2014) — приз «Лучший неигровой кинофильм или фильм на киноплёнке» за фильм «На пороге страха».[10]

## Фильмография

### Короткометражки
- 2003 — «Красный смех» (26 минут) — режиссёр, сценаристка
- 2009 — «Части тела» (39 минут) — режиссёр, сценаристка, монтажёр

### Документальные фильмы
- 2006 — «Собиратели теней» (52 минуты) — режиссёр, сценаристка, монтажёр
- 2007 — «Убить гауляйтера» (44 минуты) — режиссёр
- 2007 — «Из Византии в Россию» (44 минуты) — режиссёр, автор сценария, режиссёр монтажа
- 2014 — «На пороге страха» (в соавторстве с Герцем Франком)

### Художественные фильмы
- 2015 — «Завтрак у папы» (96 минут) — режиссёр
- 2021 — «Светлячок» (92 минуты) — режиссёр
- 2023 — «Внеклассные чтения» — режиссёр

### Телесериалы
- 2017 — «Девочки не сдаются» (совместно с Сергеем Красновым и Артёмом Насыбулиным)
- 2020 — «Родком»
- 2021 — «Жена олигарха»
- 2022 — «Гости из прошлого 2»
- 2024 — «Фарма»